# Point Blank
Point Blank är det första och enda studioalbumet med bandet Nailbomb som släpptes i mars 1994. Albumets återsläpptes 2004 med bonusspår. Låten "Wasting Away" kan även höras i filmen Till varje pris.

## Låtlista
1. "Wasting Away" – 3:06
2. "Vai Toma No Cú" – 4:47
3. "24 Hour Bullshit" – 3:54
4. "Guerillas" – 4:26
5. "Blind and Lost" – 1:54
6. "Sum of Your Achievements" – 2:42
7. "Cockroaches" – 5:10
8. "For Fuck's Sake" – 5:44
9. "World of Shit" – 4:13
10. "Exploitation" – 2:28
11. "Religious Cancer" – 5:09
12. "Shit Piñata" – 1:09
13. "Sick Life" – 17:51

"Exploitation" är en cover på en låt av det brittiska punkbandet Doom.